# 南鑰島

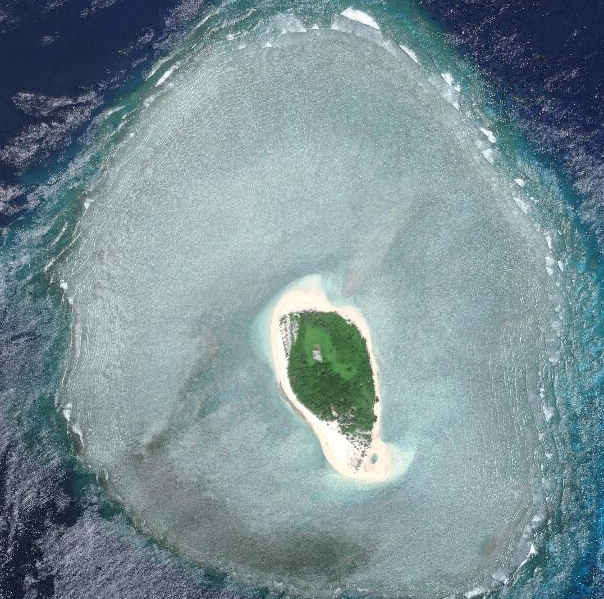
ロアイタ島

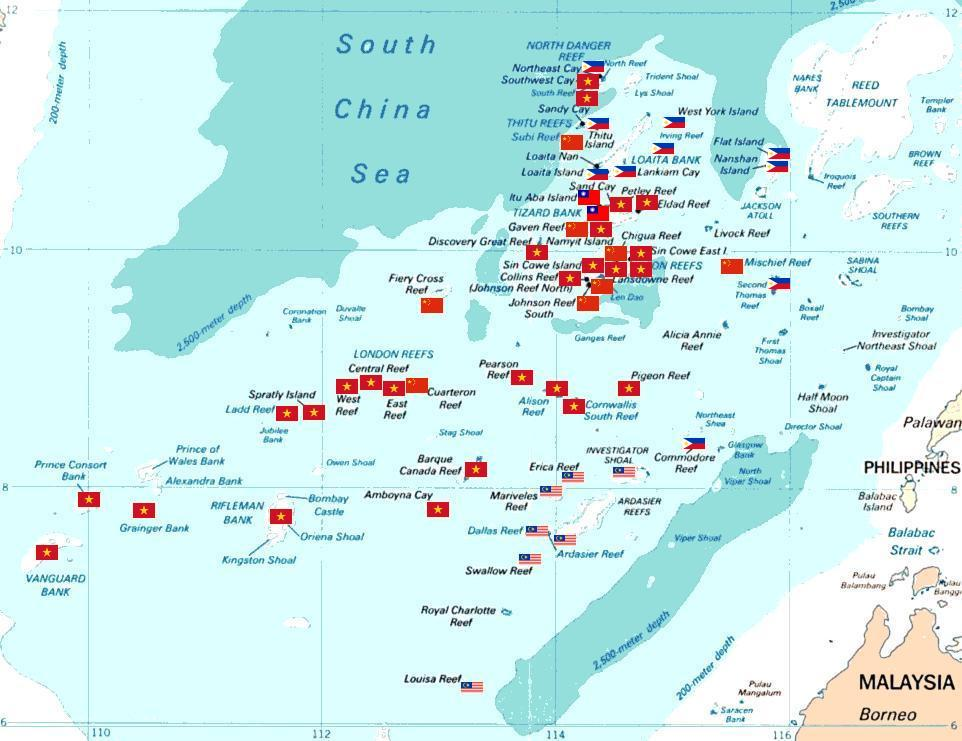
南沙諸島実効支配状況

ロアイタ島（英語: Loaita Island、タガログ語: Kota、ベトナム語：Đảo Loại Ta / 島Loại Ta）は、南沙諸島のロアイタ堆（英語: Loaita Banks、中国語: 道明群礁）最南端の島である。中国では南鑰島と呼ばれる。旧称中小島。

## 地理
面積は0.07平方キロメートル。高さは2メートルで、南沙諸島の中で最低の島である。

## 領有
フィリピンがこの島を実効支配しているが、中華人民共和国、中華民国（台湾）とベトナムも主権を主張している。1968年からフィリピン軍が駐留している。1994年、この島で中国軍と衝突し、二つ軍艦が沈没し、数個兵士が死亡した。